# Robert Zajonc
Robert Boleslaw Zajonc (Łódź, Lengyelország, 1923. november 23. — Stanford, Kalifornia, 2008. december 3.) lengyel származású amerikai pszichológus és professzor volt a Michigani Egyetemen és a Stanford Egyetemen. Sokban hozzájárult a szociálpszichológia fejlődéséhez.

## Életútja
Robert Boleslaw Zajonc szüleinek egyetlen gyermeke volt, 1939-ben, mielőtt a náci megszállás elérte volna szülővárosát, a család Varsóba menekült, varsói lakhelyüket azonban hamarosan bombatalálat érte, Robert Zajonc szülei meghaltak, ő pedig súlyosan megsérült. A fennmaradó időben Varsóban földalatti egyetemen tanult, majd egy német munkatáborba került, ahonnan megszökött, később egy franciaországi politikai börtönbe került, innen is megszökött és csatlakozott a francia ellenállási mozgalomhoz, majd a párizsi egyetemen folytatott tanulmányokat, innen 1944-ben Angliába költözött, s ott fordítóként működött a háborúban.
A második világháború befejezése után az Amerikai Egyesült Államokba emigrált, ahol a Michigani Egyetemre (Ann Arbor) felvételizett, s ott folytatta tanulmányait, tanulmányai befejeztével ugyanitt tanított mintegy négy évtizeden keresztül. A társadalomkutatási Központ igazgatója volt egészen 1994-ig, ezután egyetemi tanár lett a Stanford Egyetemen, a pszichológiai tudományok professor emeritusaként ért véget pályafutása 2008-ban bekövetkezett halálával.

## Munkássága
Az emberek szociális viselkedését vizsgálva arra a következtetésre jutott, hogy az érzelem és a megismerés fontos szerepet játszik az emberek közötti kapcsolatokban. 25 évnél tovább együtt élő házaspárok tagjait vizsgálva számos közös vonást fedezett fel a pároknál, gyakran még a kialakult arcvonásaikban. is. Vizsgálatait kiterjesztette arra is, hogy az emberek teljesítménye mások jelenlétében csökken vagy növekszik. Több gyermekes családok esetében a gyermekek IQ vizsgálatát hasonlította össze annak függvényében, hogy ki hányadik gyermek a családban, azt találta, hogy legnagyobb IQ-val általában a legidősebb gyermek rendelkezik, legkisebbel a legfiatalabb gyermek, de a különbség nem számottevő, mindössze legfeljebb három IQ. Arra a következtetésre jutott, hogy az érzelmi és kognitív rendszerek nagymértékben függetlenek. Zajonc kutatásainak köszönhetően is az érzelmek és az érzelmi folyamatok ismét előtérbe kerültek az amerikai, ausztráliai és az európai pszichológiában. Zajonc felesége is amerikai szociálpszichológus, Hazel Rose Markus, a kulturális pszichológiához való hozzájárulásáról ismert.

## Művei

### Tanulmányai angol nyelven (válogatás)
- 1965. Social facilitation. Science, 149, 269-274.
- 1966. Social facilitation of dominant and subordinate responses. Journal of Experimental Social Psychology, 2(2), 160-168.
- 1968. Attitudinal effects of mere exposure. Journal of Personality and Social Psychology, 9(2, Pt. 2), 1-27.
- 1975. Birth Order and Intellectual Development, with G. Markus. Psychological Review, 82, 74-88.
- 1980. Feeling and thinking: Preferences need no inferences. American Psychologist, 35(2), 151-175.
- 1982. Affective and cognitive-factors in preferences, with H. Markus. Journal of Consumer Research, 9(2), 123-131.
- 1984. On the primacy of affect. American Psychologist, 39(2), 117-123.

### Magyarul
- Kísérleti szociálpszichológia; ford. Léderer Pál; Kossuth, Bp., 1971 (Szociológiai füzetek)
- Érzelmek a társas kapcsolatokban és megismerésben; vál., szerk. Hunyady György, ford. Tarnai Márta; Osiris, Bp., 2003 (A szociálpszichológia klasszikusai), 591 p.

## Díjak, elismerések
1979-ben az Amerikai Pszichológiai Társaság (APA) munkássága elismeréseképpen kitüntette. 1989-ben a Varsói Egyetem is elismerte munkásságát, s felvették a Lengyel Tudományos Akadémia külső tagjai sorába.

## Fordítás
- Ez a szócikk részben vagy egészben a Robert Zajonc című angol Wikipédia-szócikk ezen változatának fordításán alapul.  Az eredeti cikk szerkesztőit annak laptörténete sorolja fel. Ez a jelzés csupán a megfogalmazás eredetét és a szerzői jogokat jelzi, nem szolgál a cikkben szereplő információk forrásmegjelöléseként.